# Rave Un2 the Joy Fantastic
Albums de Prince
The Vault...Old Friends 4 Sale
(1999) The Rainbow Children
(2001)
Rave Un2 the Joy Fantastic est vingt-troisième album arrangé, composé et interprété par Prince, pratiquement seul. Publié en 1999 sous pictogramme O(+> (TAFKAP ou the Artist), c'est un album qu'il produira sous son nom, Prince. Les NPG n'apparaissent plus dans ce projet, après NewPowerSoul, publié chez Arista Records/RCA Records en 1998. Prince récupérera son nom de scène la même année, peu de temps après la sortie de cet album.

## Promotion
« The Greatest Romance Ever Sold », a été retenu comme single principal par Clive Davis. Prince, pendant son mandat avec Warner Bros, se heurta souvent avec les dirigeants du label sur la sélection des singles, mais pour cet album il était étonnamment disposé à laisser Davis prendre des décisions aussi importantes. Un nouveau Prince semblait émerger, au cours de la campagne de promotion de Rave Un2 The Joy Fantastic, il a donné plus d’interviews qu’à tout autre moment de sa carrière, s’adressant à des médias allant de l’éminent (People magazine) au très spécialisé (Guitar Player) à l’étrangement obscur (un site appelé www.genegeter.com). 
Cette campagne a commencé avec le joyau de la couronne du quatrième pouvoir, le New York Times. Quand le reporter Anthony DeCurtis est arrivé à Paisley Park, il a été accueilli poliment mais froidement par Prince, qui a d’abord refusé de prévisualiser tout contenu du nouvel album, et la conversation a commencé tièdement. « Je ne sais même pas combien d’albums j’ai fait maintenant », a dit Prince quand le journaliste a demandé de ses caractéristiques notoirement prolifiques. « Est-il juste de dire que ce prochain album est en quelque sorte un retour en force pour vous ? » a demandé DeCurtis. « Un retour de quoi ? » Prince a répliqué, soulignant qu’il avait publié des disques indépendamment pour éviter l’ingérence des principaux dirigeants de labels. « J’ai vu des gens aux labels me dire : Tout le monde doit rendre compte à quelqu’un », a dit Prince. « Je veux dire : Je rendrai compte à Dieu, imbécile. » Comme la session approchait de la fin, Prince s’est détendu et a décidé de donner à DeCurtis un avant-goût du nouvel album. Il s’est assis sur une énorme table de mixage et a lancé « The Greatest Romance Ever Sold ». Prince s’est tourné vers la musique et a dansé devant DeCurtis pour faire des commentaires explicatifs, et pendant que le journaliste avait du mal à entendre ce qui se disait, quelque chose est ressorti clairement : « Dis-moi que ce n’est pas un succès ! ». Comme DeCurtis a raconté dans son article : « Je me suis tourné vers lui, sa poitrine était gonflée et il souriait. Ses hanches et ses épaules bougeaient. Mais dans ses yeux sombres sous la bravade, il y avait une vulnérabilité qu’il refusait de reconnaître, ainsi qu’un espoir que la réponse serait ce qu’il avait besoin d’entendre. » 
L'étape promotionnelle suivante a été de générer un air de suspense par l’annonce qu’un outsider anonyme produirait l’album. Bien que cela ait surpris car il avait produit chacun de ses enregistrements, cette idée semblait compatible avec les relations amicales de Prince avec Arista ; peut-être, selon certains observateurs, était il prêt à céder un certain contrôle dans l’intérêt d’une issue favorable. Uptown, le magazine de fans de longue date de Prince (qu’il avait tenté de fermer par voie judiciaire en 1998), est resté sceptique, écrivant « nous avons des doutes sur le fait qu’il serait prêt à prendre un partenaire et à laisser quelqu’un d’autre prendre les décisions de production ». 
Clive Davis a animé un évènement « Rave Un2 The Joy Fantastic » dans un auditorium de 500 places au Equitable Building de Manhattan devant un public de journalistes  de l’industrie musicale. De façon inopportune, l’événement a eu lieu pendant les pluies torrentielles provoquées par l’ouragan Floyd, un cycle de tempête qui a soufflé sur la côte Est des tropiques. Mais une foule remarquable s’est néanmoins présentée, et Davis a introduit chaque chanson avec une anecdote sur sa création, indiquant qu’il avait beaucoup discuté de l’album avec Prince. Avec le public de plus en plus impatient, Prince est finalement apparu, Davis tendit les bras depuis le podium, et les hommes ont partagé une courte étreinte. Un spectacle de cinquante minutes suivit. Si l’événement a démontré l’engagement d’Arista envers Prince, peu de journalistes invités ont écrit à ce sujet. 
L’excitation a été drainé lorsque le « producteur exécutif » a été démasqué. L'album est sorti sous le nom du symbole . Prince a révélé dans des entrevues à l’automne 1999 que le producteur exécutif n'était nul autre que « Prince. » En fait, le nom de « Prince » sur l’album était un dispositif commercial transparent et un aveu implicite que l’utilisation d’un symbole comme nom avait nui à ses ventes. 
À la sortie de l'album Prince a planifié une mini-tournée aux États-Unis et un tournage de clip pour « The Greatest Romance Ever Sold ». Les supérieurs de Davis à Bertelsmann avaient d’autres idées, cependant, et insistaient pour que la promotion se concentre sur les marchés européens, une décision motivée par la présence du siège social de l’entreprise en Allemagne. Arista a travaillé dur pour promouvoir l’album en Europe et aux États-Unis, avec des résultats mitigés. À Londres, la compagnie a fait une gaffe en offrant des copies du disque comme une promotion, ce qui le rendait complètement inadmissible aux charts pop britanniques. L’absence initiale de clip pour « Greatest Romance » s’est également avérée préjudiciable, détruisant la synergie marketing cruciale entre la radio et la télévision. Le marché vital des jeunes a montré peu d’intérêt pour la chanson, Prince et Davis croyaient que « Greatest Romance » était une puissante ballade romantique qui plairait aux femmes et aux adolescentes. Au lieu de cela, le single est tombé en chute libre dans les charts. 

## Liste des titres
1. Rave un2 the Joy Fantastic
2. Undisputed - featuring Chuck D. de Public Enemy
3. The Greatest Romance ever sold
4. Segue
5. Hot wit U
6. Tangerine
7. So far, so pleased - featuring Gwen Stefani de No Doubt
8. The Sun, the Moon and Stars
9. Everyday is Winding road
10. Segue
11. Man'O'war
12. Baby knows - featuring Sheryl Crow
13. Eye love U, but Eye don't Trust U anymore (partie de piano jouée par Ani DiFranco)
14. Silly game
15. Strange but true
16. Wherever U go, whatever U do
17. Prettyman - featuring Maceo Parker (titre caché)